# Retoure (Fernsehserie)
Retoure ist eine deutsche Miniserie. Der Dreiteiler wurde von Katharina Walter und Florian Mengel entwickelt, von Torsten Wacker inszeniert und handelt von einem kleinen Retourencenter in Mecklenburg-Vorpommern, das geschlossen werden soll. In den Hauptrollen sind Stefanie Stappenbeck und Wanja Mues zu sehen. Alle drei Folgen und ein Making-of wurden am 21. Dezember 2022 im Programm des NDR gezeigt und standen bereits ab dem 5. Dezember 2022 in der ARD Mediathek zum Abruf bereit.

## Handlung
Susanne Krombholz ist Leiterin eines kleinen Retourencenters in Mecklenburg-Vorpommern. Sie und ihre wenigen Mitarbeiter konnten bisher arbeiten, ohne groß beachtet zu werden. Das ändert sich, als Oliver Drittenpreiß von der Mutterfirma aus Hamburg kommt, um Abläufe zu optimieren und das Center zukunftsfähig zu machen. Zunächst versuchen alle, den Manager aus dem Westen wieder loszuwerden und ihn von der Sinnlosigkeit seines Plans zu überzeugen. Es stellt sich heraus, dass Oliver ursprünglich von hier stammt. Zudem steht er bei der Geschäftsführung unter Erfolgsdruck. Als dann noch klar wird, dass das Center geschlossen werden soll und Oliver vorhatte, es zu erhalten, beginnen alle zusammenzuarbeiten, um das Center zu retten. 

## Hintergrund
Die Miniserie wurde vom 18. Juli 2022 bis zum 16. August 2022 in Schwerin und Umgebung gedreht. Die drei Folgen schließen mit offenem Ende, über eine Fortsetzung ist noch nicht entschieden.

## Besetzung
| Rolle               | Schauspieler         |
| ------------------- | -------------------- |
| Susanne Krombholz   | Stefanie Stappenbeck |
| Oliver Drittenpreiß | Wanja Mues           |
| Agnieska Oleksiak   | Izabela Gwizdak      |
| Micha Ambrosch      | Tom Keune            |
| Ahn Chow            | Mai-Phuong Kollath   |
| Nelly               | Fränze Thiemann      |
| Ronny Knusper       | Vincent Krüger       |
| Yvonne Breuer       | Birgit Berthold      |
| Herr Degenhardt     | Axel Pape            |
| Henrik              | Ole Bärenz           |
| Mutter Drittenpreiß | Marie Anne Fliegel   |

## Episodenliste
| Nr. (ges.) | Nr. (St.) | Originaltitel           | Erstausstrahlung Deutschland | Regie          | Drehbuch                          |
| ---------- | --------- | ----------------------- | ---------------------------- | -------------- | --------------------------------- |
| 1          | 1         | Der ganz nahe Osten     | 21. Dez. 2022                | Torsten Wacker | Katharina Walther, Florian Mengel |
| 2          | 2         | Hasta la vista Hyperman | 21. Dez. 2022                | Torsten Wacker | Katharina Walther                 |
| 3          | 3         | Westpaket               | 21. Dez. 2022                | Torsten Wacker | Katharina Walther                 |

## Kritiken
Für Rainer Tittelbach ist Retoure eine „wunderbar getimte Serie“ und er meint, „auch das Ensemble harmoniert bestens.“ Tilmann P. Gangloff lobt für das Redaktionsnetzwerk Deutschland das Drehbuch, das „nicht einen Gag an den anderen“ reihe. Auch er hält die drei Teile vor allem „wegen des gut zusammengestellten Ensembles“ für sehenswert. Doris Akrap von der taz erinnern „Slapstick, skurrile Typen und der böse Humor [...] manchmal an die Serie ‚Fargo‘“. Jedoch befürchtet sie, dass es nicht ausreicht, „den Plot so weiter zu entwickeln, dass sich am Schluss nicht alle in den Armen liegen.“

## Verweise
- Retoure bei Fernsehserien.de
- Retoure  bei crew united
- Retoure bei IMDb